# Jean Coene
Jean Coene (* 1938) ist ein ehemaliger belgischer Diplomat.

## Leben
1971 war Jean Coene Botschaftsrat in der Vertretung der belgischen Regierung bei der UNESCO in Paris. In den 1970er Jahren hielt sich Coene in der Demokratischen Republik Kongo auf und erwarb ein Messer und einen Speer aus der Kuba-Föderation, der etwa 1880 gefertigt wurde. Die Artefakte kamen in das Museum der Stanford University.
Vom 26. September 1991 bis 20. Oktober 1994 war Jean Coene belgischer Botschafter in Kinshasa. Im Dezember 1992 tagte in Kinshasa eine verfassungsgebende Versammlung, die Étienne Tshisekedi als Ministerpräsident bestätigte. Dieser wurde von Mobutu Sese Seko nicht anerkannt. Er berief den Haut Conseil de la Republique (HCR) ein. Laurent Monsengwo Pasinya wurde Sprecher des HCR. Am 15. Januar 1993 warf der HCR Mobutu Hochverrat vor, da er die Staatsfunktionen auf allen Ebenen blockieren würde. Mobutu regierte aus Gbadolite durch Präsidialerlasse. Ende Januar 1993 ließ Mobutu mit seit dem 1. Oktober 1992 gedruckten neuen Fünf-Millionen-Zaire-Banknoten (Mobutu; Leopard; Fabrik) den Sold für die Armee auszahlen. Das Kabinett erklärte die neuen Banknoten für ungültig, worauf die Armee marodierte. Mobutu ließ die Aufstände durch eine Division Spéciale Présidentielle (DSP) niederschlagen, wobei am 28. Januar 1993 etwa 1000 Personen, darunter auch der französische Botschafter Philippe Bernard erschossen wurden. Jean Coene versuchte am 29. Januar 1993 vergeblich, mit Étienne Tshisekedi zu sprechen. Am Samstag, dem 30. Januar 1993 überquerten etwa 300 Belgier den Ruzizi bei Kamanyola nach Ruanda.
Patrick Matagne und Bruno Van Outrin, Polizeiattachés der belgischen Botschaft in Kinshasa, wurde vorgeworfen, zairische Armeeuniformen gekauft zu haben. Sie wurden vom 14. bis 16. April 1993 in Haft genommen. Coene wurde am 19. April 1993 in das Außenministerium bestellt, wo ihm eine Note ausgehändigt wurde, in welcher die beiden zu Persona non grata erklärt wurden.
Am 12. Juni 1993 empfing Mobutu Coene zu einem vierstündigen Gespräch.